# Larrys Creek
De Larrys Creek is een 36,9 km lange zijrivier van de West Branch Susquehanna River in Lycoming County in de staat Pennsylvania van de Verenigde Staten. De rivier is vernoemd naar Larry Burt, de eerste kolonist die zich hier vestigde.